# Bye (음반)
《Bye》는 2003년 6월 5일에 발매된 대한민국의 가수 임창정의 10집 정규 음반이다. 그 유명한 〈소주 한 잔〉이 수록된 음반이며, 음반 판매량은 약 12만장이다. 타이틀곡인 〈소주 한 잔〉을 비롯해서 〈흩어진 나날들〉, 〈조언〉, 〈Bye〉 등 팬들 사이에선 유명한 명곡들이 많이 수록되어 있다. 이 음반은 조규만, 싸이, 유건형도 참여했다.
원래 임창정이 음반을 발매 후 은퇴를 했지만, 6년 후 《Return to My World》로 복귀했다.

## 배경
이 음반이 처음 나왔을 당시에는 〈소주 한 잔〉이 지금처럼 임창정을 대표하는 곡이 될 정도의 인기는 아니었다. 이전에 임창정은 정규 10집까지 발표한 후 가수 활동을 은퇴하고 연기자로 활동을 이어갈 것이라는 말을 했었고, 그 약속을 지켰다. 그는 음반 이름 그대로 떠났지만 6년 후 《Return to My World》로 복귀한다.

## 곡 목록
| #   | 제목                      | 작사           | 작곡       | 재생 시간 |
| --- | ------------------------- | -------------- | ---------- | --------- |
| 1.  | 〈오해〉                  | 최수정         | 이정현     | 3:57      |
| 2.  | 〈소주 한 잔〉            | 임창정         | 이동원     | 4:52      |
| 3.  | 〈흩어진 나날들〉         | 임창정, 이선화 | 이현승     | 4:26      |
| 4.  | 〈내가 가요〉             | 임창정, 이선화 | Papertonic | 5:05      |
| 5.  | 〈왜!〉                   | 임창정         | 김찬진     | 4:21      |
| 6.  | 〈난 연인이 있다〉        | 임창정         | 조규만     | 4:42      |
| 7.  | 〈Bye〉                   | 싸이           | 싸이       | 4:26      |
| 8.  | 〈조언〉                  | 임창정, 이선화 | 조규만     | 4:54      |
| 9.  | 〈니 옆이고 싶어서〉      | 임창정         | 유건형     | 4:03      |
| 10. | 〈이미 나에게로 (Remix)〉 | 임창정         | 임창정     | 4:31      |
| 11. | 〈나의 연인 (Remix)〉     | 한경혜         | 원상우     | 4:10      |
| 12. | 〈소주 한 잔 (inst.)〉    |                | 이동원     | 4:54      |